# Westport (Wisconsin)
Westport – miasto w Stanach Zjednoczonych, w stanie Wisconsin, w hrabstwie Dane.